# الصلوات البهائية الإجبارية
هي الصلوات التي يجب على البهائيين قولها يوميًا وفقًا لشكل ثابت أقره بهاء الله. الصلاة في الديانة البهائية هي كلمات تعظيمية موجهة إلى الله، وتشير إلى مفهومين متميزين: الصلاة الإلزامية والصلاة التعبدية (الصلاة العامة). إن فعل الصلاة هو أحد أهم الأحكام البهائية للانضباط الفردي. إلى جانب الصيام، فإن الصلاة المفروضة هي واحدة من أعظم واجبات البهائي، والغرض من الصلاة المفروضة هو تعزيز تنمية التواضع والإخلاص. وقد نص حضرة بهاء الله، مؤسس الديانة البهائية، على وجوب الصلاة اليومية في كتابه "الكتاب الأقدس".
يُحرم أداء الصلوات المفروضة جماعة، فتصلى الصلوات المفروضة يوميًا فرادى، ولا يُشترط أن تؤدى سرًا.

## التاريخ
وفي كتاب البيان، فرض الباب صلاة تسعة عشر ركعة. ولم يكتب نص هذه الصلاة قط، مما يجعل تنفيذ هذا القانون متوقفًا على مجيء الموعود. وأوضح الباب أن الصلاة ترمز إلى رحلة روحية من عالم الجسد إلى عالم القلب، والتي يمكن وصفها بأنها قوس الصعود، التي تعكس قوس النزول وقوس الصعود من الله إلى الخلق.
وفي الكتاب الأقدس، أكد بهاء الله قانون الصلاة اليومية المفروضة وكتب أن الصلاة المفروضة المحددة تم تسجيلها في لوح أو كتابة منفصلة. كتب بهاء الله النص المذكور، لكنه لم ينشره أبدًا لتجنب إثارة الصراع مع المسلمين. وبدلاً من ذلك، قبل وقت ما من كتابة الملحق الخاص بكتاب الأقدس، الأسئلة والأجوبة، كتب بهاء الله مجموعة من ثلاث صلوات إلزامية وهي التي يستخدمها البهائيون اليوم. كانت الصلاة الإلزامية الأصلية تتألف من تسع ركعات، وكان من المقرر أن تُقال في الصباح، والظهر، وبعد الظهر، ربما ثلاث دورات في المرة الواحدة. بعد وفاة بهاء الله، سرق ميرزا محمد علي صندوقًا يحتوي على نص الصلاة الإلزامية الأصلية.

## الدلالة
الصلاة فريضة شرعية أساسية تبدأ من سن الخامسة عشرة، وتُعد من أهم أنواع العبادات. الغرض من الصلاة المفروضة هو تعزيز تنمية التواضع والإخلاص. تحذر الكتابات البهائية بشدة من إهمال الصلوات أو التقليل من أهميتها، إذ تُعتبر الصلاة المفروضة التزامًا روحيًا شخصيًا، وعدم الالتزام بها يترتب عليه عقوبة روحية فقط.

## الصلوات الحالية

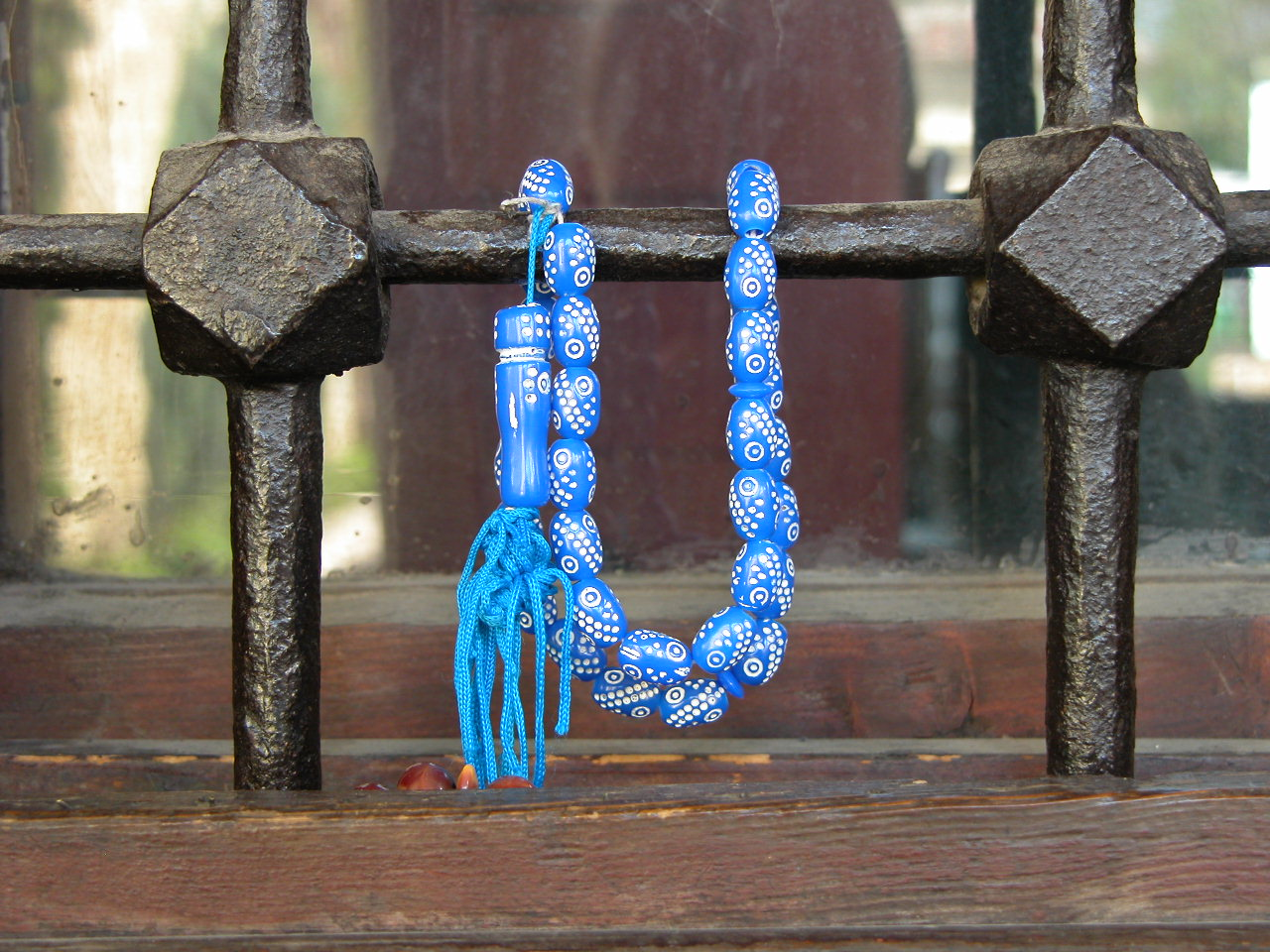
يجوز للبهائيين استخدام مسبحة صلاة تتكون من 95 أو 19 حبة لتلاوة الصلوات اليومية إذا رغبوا في تكرارها، بالإضافة إلى مراسم أخرى يجب أن تُقال عددًا محددًا من المرات.

على عكس الصلوات العامة في الديانة البهائية، هناك قواعد محددة تتعلق بالصلوات الإلزامية؛ ومع ذلك، فإن الصلاة الإلزامية التزام روحي شخصي، ولذلك لا تُفرض أي عقوبة إدارية بهائية إذا فشل البهائي في أداء صلاته اليومية.
كتب بهاء الله ثلاث صلوات إلزامية: القصيرة، والمتوسطة، والطويلة، والبهائيون أحرار في اختيار قول واحدة منها كل يوم. يجب أن تُقال الصلاة القصيرة والمتوسطة في أوقات محددة؛ حيث تُقال الصلاة القصيرة مرة واحدة بين الظهر والغروب، بينما تُقال الصلاة المتوسطة ثلاث مرات في اليوم: مرة بين الفجر والظهر، ومرة بين الظهر والغروب، ومرة بين غروب الشمس وساعتين بعد الغروب. يمكن قول الصلاة الطويلة في أي وقت من اليوم.
تتضمن الصلاة المتوسطة والطويلة أيضًا حركات وإشارات أثناء الصلاة، وهي واجبة في حد ذاتها، إلا إذا كان الشخص غير قادر جسديًا على القيام بها. وقد كتب شوقي أفندي أن هذه الحركات والإيماءات رمزية وتستخدم للمساعدة في الحفاظ على التركيز أثناء الصلاة.
علاوة على ذلك، يجب أن يسبق الصلاة المفروضة طقوس الطهارة، بغسل اليدين والوجه، ويجب على المصلي أن يستقبل القبلة، وهي ضريح بهاء الله.

### الصلاة القصيرة
الصلاة القصيرة هي تأكيد مختصر على قدرة الله وعبودية العابد. ينبغي أن تُقال هذه الصلاة أثناء الوقوف بتواضع أمام الله، ويجب أن تُقال بين الظهر والغروب.
نص الدعاء هو:
أشهد يا إلهي أنك خلقتني لمعرفتك وعبادتك. أشهد في هذه الساعة بعجزي وقوتك، وفقري وغناك. لا إله إلا أنت، أنت العون في الشدائد، والقيوم.

### الصلاة المتوسطة
الصلاة الوسطى الواجبة يجب أداؤها ثلاث مرات في اليوم: مرة بين شروق الشمس وظهرها، ومرة بين ظهرها وغروبها، ومرة بعد غروب الشمس وحتى ساعتين بعد الغروب. وتتضمن سلسلة من الأوضاع والحركات من وضع إلى آخر، مع أدعية محددة. تؤكد الصلاة على قوة الله وعظمته، والنعمة التي تتجلى من خلال وحيه.
يمكن العثور على نص الصلاة الإلزامية المتوسطة في كتاب "صلوات وتأملات بهاء الله".

### الصلاة الطويلة
يمكن أداء الصلاة الطويلة المفروضة في أي وقت خلال اليوم. وهي تتضمن سلسلة من الأوضاع والحركات من وضع إلى آخر، مع أدعية محددة. كما تتضمن الصلاة أجزاءً يُذكر فيها اسم الله الأعظم بصيغة "الله أبهى" في عدة مواضع.
عن هذه الصلاة، قال حضرة بهاء الله:
"... ينبغي أن تُقال الصلاة الطويلة المفروضة في الأوقات التي يشعر فيها المرء برغبة في الصلاة. في الحقيقة، لقد أُنزلت بحيث لو تُليت على صخرة، لاهتزت تلك الصخرة ونطقت، ولو تُليت على جبل، لتحرك ذلك الجبل وتدفّق. طوبى لمن تلاها وعمل بتعاليم الله. أي صلاة تُقرأ تكفي."
يمكن الاطلاع على نص الصلاة الطويلة المفروضة في كتاب "أدعية وتأملات حضرة بهاء الله".
تُعرف هذه الصلاة في اللغة العربية باسم "الصلاة"، وفي اللغة الفارسية باسم "نماز"، وهي تشبه الصلاة الإسلامية.

## القوانين
هناك عدد من القوانين والممارسات المرتبطة بالصلاة المفروضة فيما يتعلق بكيفية أداء الصلاة، ومتى يُعفى البهائيون من أدائها، وماذا ينبغي عليهم فعله إذا فاتتهم الصلاة المفروضة.

### الممارسات
هناك آداب يجب مراعاتها عند أداء الصلوات المفروضة، منها الوضوء، وهو غسل اليدين والوجه قبل أداء الصلاة. وفي حال عدم وجود الماء، أو إذا كان استعماله ضارًا بالوجه أو اليدين، تُقرأ الآية: (بسم الله الطاهر الطاهر) خمس مرات.
ينبغي أن تُؤدى الصلاة المفروضة بينما يكون المصلي متجهًا نحو القبلة، وهي مرقد حضرة بهاء الله. ويُستحب أيضًا أن يكون القارئ واقفًا أثناء أداء الصلاة في حالة خشوع وتواضع.
ويجب على البهائيين كذلك تكرار الاسم الأعظم "الله أبهى" 95 مرة يوميًا أثناء الجلوس. ويُشرع الوضوء لذلك أيضًا، ولكن لا يجب إعادته إذا تم التكرار مباشرة بعد أداء الصلاة اليومية المفروضة.

### الإعفاءات
ومن المستثنين من أداء الصلاة المفروضة:
- الأطفال دون سن 15 عامًا.
- أولئك الذين يعانون من سوء الصحة.
- الذين تزيد أعمارهم عن 70 عامًا.
- المرأة الحائض لا تجب عليها الصلاة المفروضة. وإنما ينبغي لهم أن يتوضؤوا ويكرروا الآية (سبحان الله ذي الجلال والإكرام) خمساً وتسعين مرة.

### الصلاة المفروضة الفائتة
وفي حالة تفويت الصلاة المفروضة بسبب ظروف مثل السفر أو عدم الأمان، يمكن تعويض كل صلاة فائتة بتكرار آيات وحركات معينة. يسجد البهائي سجدة واحدة (يضع جبهته على أي سطح طاهر) مكان كل صلاة فائتة، ويقول في السجود: "سبحان الله ذي الجلال والإكرام"، ثم يقول بعد السجود: "سبحان الله رب العرش العظيم، رب السموات والأرض" ثماني عشرة مرة وهو جالس متربعًا.

## صلاة الميت
وقد كتب بهاء الله أيضًا دعاءً خاصًا للموتى، يُعرف باسم الصلاة الإلزامية للموتى، وهي ممارسة غير مرتبطة بالصلاة المفروضة، رغم التشابه في المصطلحات. تقال هذه الصلاة قبل دفن البهائي الذي بلغ سن الخامسة عشرة. إنها صلاة جماعية، حيث يقرأ شخص واحد الكلمات بصوت عالٍ بينما يقف الآخرون الحاضرون في صمت.

## الملاحظات
1. 1 2 3 4 5 6  Walbridge، John. "Prayer and worship". اطلع عليه بتاريخ 2008-04-27.
2. 1 2  Hatcher، W.S.؛ Martin, J.D. (1998). The Baháʼí Faith: The Emerging Global Religion. Wilmette, Illinois, USA: Baháʼí Publishing Trust. ص. 156–157. ISBN:0-87743-264-3. مؤرشف من الأصل في 2024-12-05.
3. 1 2 3  Walbridge، John. "Prayer and worship". اطلع عليه بتاريخ 2008-04-27.Walbridge, John. "Prayer and worship". Retrieved 2008-04-27.
4. ↑  Saiedi، Nader (2008). Gate of the Heart: Understanding the Writings of the Báb. Canada: Wilfrid Laurier University Press. ص. 310, 366. ISBN:978-1-55458-056-9. مؤرشف من الأصل في 2024-12-25.
5. 1 2 3 4  Walbridge، John. "Prayer and worship". مؤرشف من الأصل في 2025-01-14. اطلع عليه بتاريخ 2008-04-27.
6. 1 2 3  Smith، Peter (2000). "prayer". A concise encyclopedia of the Baháʼí Faith. Oxford: Oneworld Publications. ص. 274–275. ISBN:1-85168-184-1.
7. ↑  Baháʼu'lláh (1974) [1938]. Prayers and Meditations. Wilmette, Illinois, USA: Baháʼí Publishing Trust. ص. 313. ISBN:0-87743-024-1. مؤرشف من الأصل في 2024-12-07.
8. ↑  Baháʼu'lláh (1974) [1938]. Prayers and Meditations. Wilmette, Illinois, USA: Baháʼí Publishing Trust. ص. 314–316. ISBN:0-87743-024-1. مؤرشف من الأصل في 2024-12-07.
9. ↑  The Importance of Obligatory Prayer and Fasting - a compilation from the Baháʼí writings, compiled by the Research Department of the بيت العدل الأعظم نسخة محفوظة 2025-01-16 على موقع واي باك مشين.
10. ↑  Baháʼu'lláh (1974) [1938]. Prayers and Meditations. Wilmette, Illinois, USA: Baháʼí Publishing Trust. ص. 317–323. ISBN:0-87743-024-1. مؤرشف من الأصل في 2024-12-07.
11. 1 2  Smith، Peter (2000). "prayer". A concise encyclopedia of the Baháʼí Faith. Oxford: Oneworld Publications. ص. 274–275. ISBN:1-85168-184-1.Smith, Peter (2000). "prayer". A concise encyclopedia of the Baháʼí Faith. Oxford: Oneworld Publications. pp. 274–275. ISBN 1-85168-184-1.
12. ↑  Smith، Peter (2000). "prayer". A concise encyclopedia of the Baháʼí Faith. Oxford: Oneworld Publications. ص. 274–275. ISBN:1-85168-184-1.

## قراءة إضافية
- فيلاسكو، إسماعيل (2006)، الدخول في الصلاة الواجبة: مقدمة وتعليق .

## الروابط الخارجية
- الصلوات المفروضة على موقع bahai.org
- صلاة قصيرة واجبة بالعديد من اللغات
- الصلاة القصيرة المفروضة بالعربية ومترجمة إلى لغات العالم - مشروع النطق
- صلاة طويلة واجبة: نسخة قابلة للطباعة والطي، بالعديد من اللغات
- ترجمة صلاة الفريضة الطويلة إلى اللغة العربية
- مجموعة الصلوات البهائية المفروضة
- "الصلاة الطويلة المفروضة" - محاضرة لعلي نخجواني